# Ritzenbüttel
Ritzenbüttel ist ein Ortsteil der Gemeinden Lemwerder und Berne im niedersächsischen Landkreis Wesermarsch.

## Geografie und Verkehrsanbindung
Der Ort liegt an der Kreisstraße K 217 direkt westlich bei Lemwerder. Nördlich fließt die Weser. Über die Weserfähren Lemwerder–Vegesack und Blumenthal–Motzen ist Bremen-Nord schnell zu erreichen.

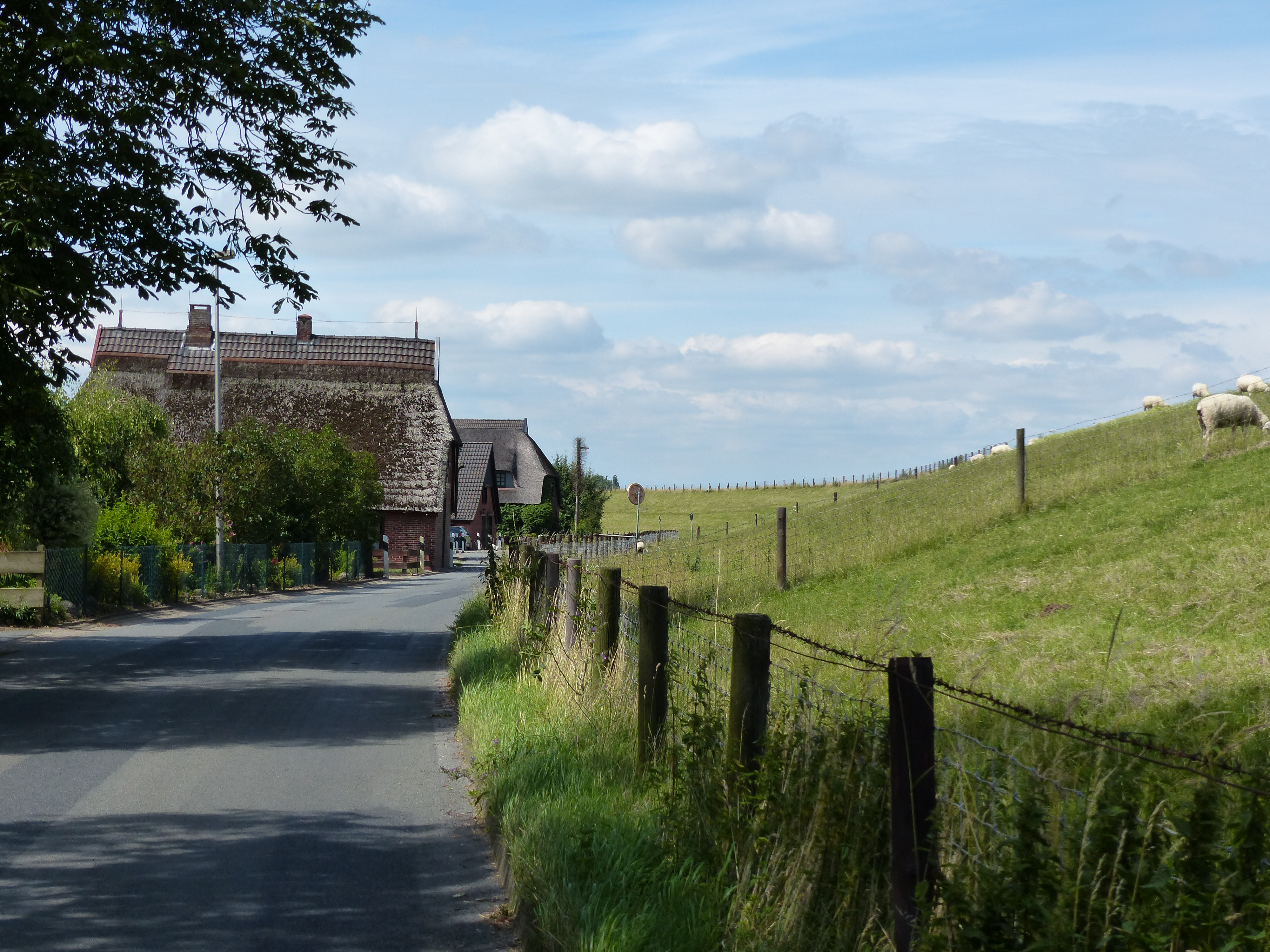
Reetdachhäuser hinter dem Deich und Schafe auf dem Deich in Ritzenbüttel (Juli 2016)

## Kultur
Seit 1991 findet am Ritzenbütteler Sand jährlich im August das Festival „Drachen über Lemwerder“ statt.